# مارماهی دریایی دندان‌خنجری
مارماهی دریایی دندان‌خنجری (نام علمی: Muraenesox cinereus) نام یک گونه از سرده مارماهی‌های دریایی است.